# 발린트 라슬로
발린트 라슬로(헝가리어: Bálint László, 1948년 2월 1일, 부다페스트 ~)는 헝가리의 전직 축구 선수로, 현역 시절 수비수로 활약했다.

## 클럽 경력
현역 시절, 그는 페렌츠바로시, 클뤼프 브뤼허, 툴루즈, 그리고 그르노블에서 활약했다.

## 국가대표팀 경력
그는 1972년부터 1982년까지 헝가리 국가대표팀에서 76번의 경기에 출전해 3골을 기록했고, 유로 1972, 1978년 월드컵, 그리고 1982년 FIFA 월드컵|1982년 월드컵에 참가했다. 그는 1972년 하계 올림픽에 축구 선수단 일원으로 참가해 은메달을 목에 걸기도 했다.
이후, 그는 1988년에 헝가리 국가대표팀 감독도 역임했다.

## 기타
그는 현역 시절 수려한 외모로 "남작"(Báró)이라는 별칭이 붙었다. 그는 부다페스트 대학교에서 경제학을 전공하기도 했다.